# Neuville-Bourjonval British Cemetery
Neuville-Bourjonval British Cemetery is een begraafplaats gelegen in de Franse plaats Neuville-Bourjonval (Pas-de-Calais). De militaire graven worden onderhouden door de Commonwealth War Graves Commission.
De begraafplaats telt 205 geïdentificeerde Gemenebest graven uit de Eerste Wereldoorlog.